# Paludamentum

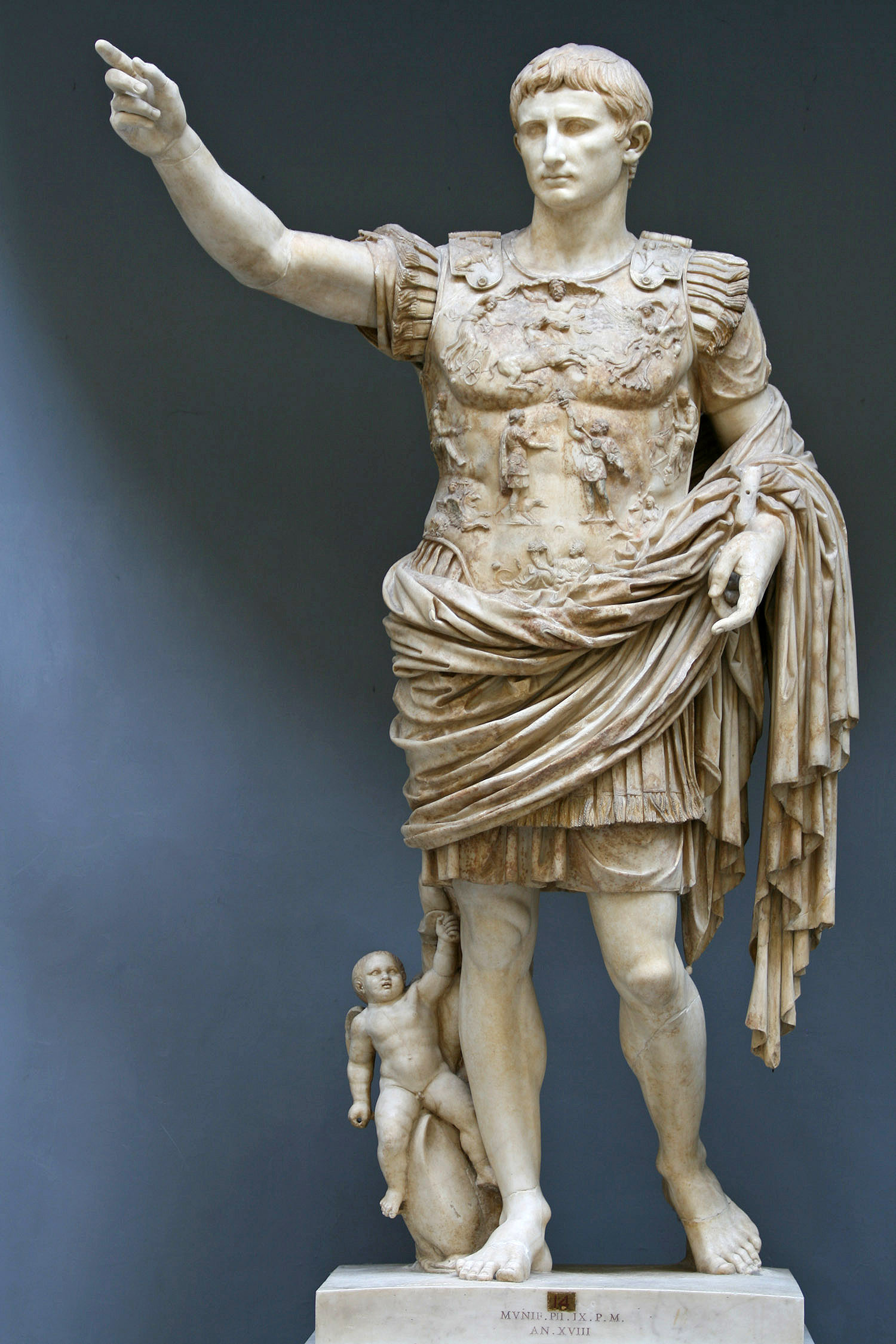
Estatua de Augusto con el paludamentum enrollado en su brazo izquierdo

En la república de Roma, el imperio y el imperio bizantino, el paludamentum o paludamento era una capa usada por los comandantes militares y, menos habitualmente, por sus tropas. 
El paludamentum era generalmente de color escarlata. Tenía forma rectangular y se sujetaba al hombro por medio de un broche metálico (cuya forma y tamaño varió con el tiempo). Se unía habitualmente encima del hombro derecho y caía por la espalda hasta las pantorrillas. En las estatuas, se representa a menudo enrollado en el brazo izquierdo. 

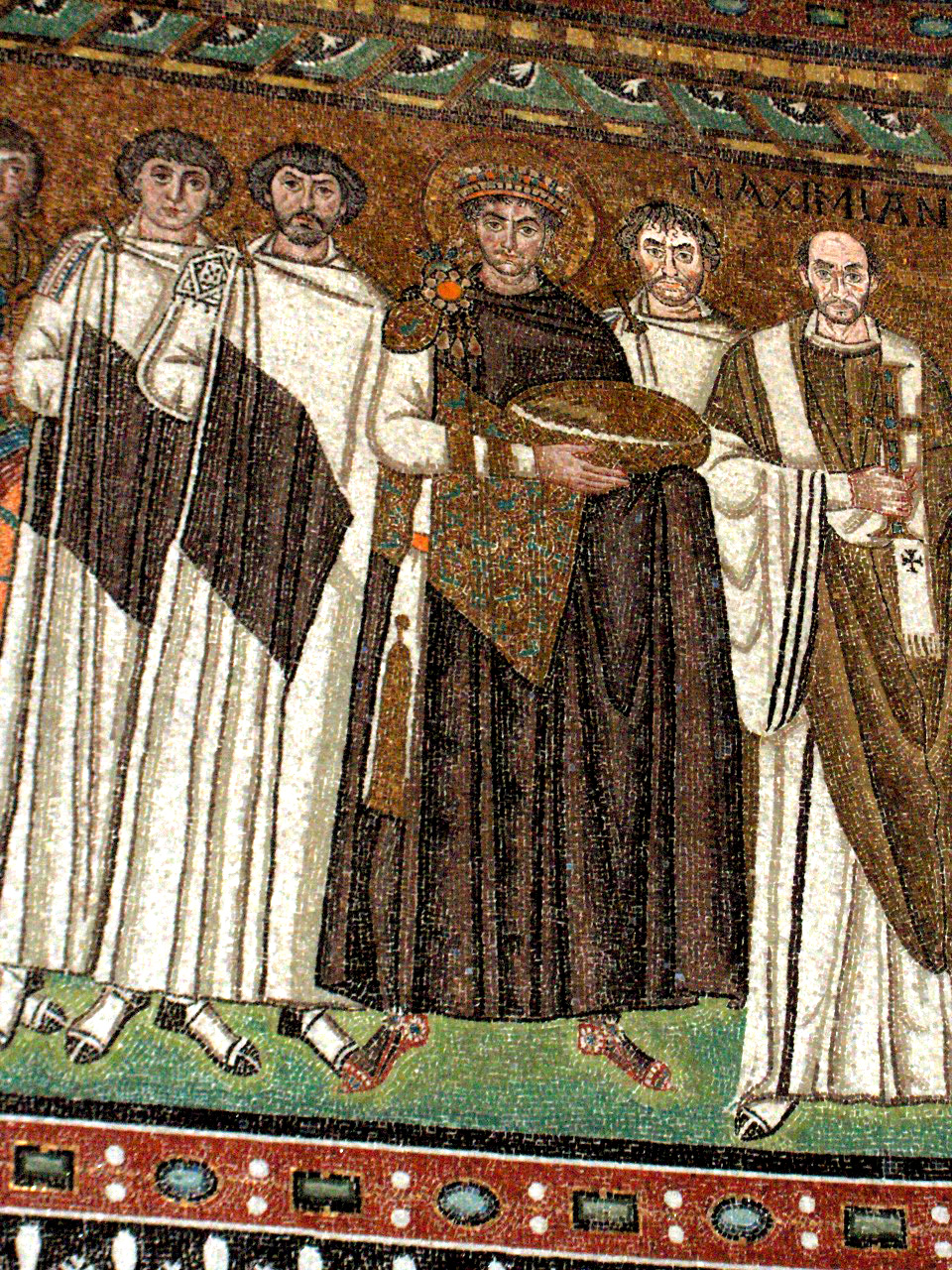
Emperador Justiniano I portando un paludamentum (capa oscura) decorado con un tablion de oro. Basílica de San Vitale en Rávena, Italia

Los emperadores romanos también empezaron a utilizar el paludamentum púrpura. Como comandante supremo del conjunto del ejército romano, los emperadores romanos fueron retratados a menudo llevándolo en sus estatuas (p.ej., el Augusto de Prima Porta) y en sus monedas, hasta el siglo VII (cuando los emperadores bizantinos, en sus monedas, cambiaron el paludamentum militar por las clámides civiles ).
Ponerse el paludamentum era un acto ceremonial preciso para salir a la guerra. La capa de los oficiales superiores servía tanto como vestimenta como para ser reconocidos por las tropas en el campo de batalla.